# Jeremiah Clarke
Jeremiah Clarke (1674 – 1. prosince 1707) byl anglický barokní hudební skladatel. Svou hudební kariéru začal ještě za vlády Karla II. v roce 1685. Skládal hlavně hudbu liturgickou a příležitostnou.
Ke Clarkovým pracím patří písně Lord is my Strength, napsaná na počest anglického vítězství u Ramillies (1706), nebo starší O tell the World, napsaná na oslavu míru v Rijswijku (1698); také napsal hudbu pro pohřeb Henryho Purcella (1695). Nejznámější nicméně je jeho krátký pochod Trumpet Voluntary, také známý jako Pochod prince dánského. Jeho žákem byl Maurice Greene.
V roce 1707 Clark spáchal sebevraždu z nešťastné lásky ke šlechtičně.